# Die goldenen Berge
Die goldenen Berge ist ein Roman der deutschen Schriftstellerin Clara Viebig, der im Jahr 1927 in der Kulturzeitschrift Velhagen & Klasings Monatshefte vorabgedruckt wurde und 1928 bei der Deutschen Verlags-Anstalt, Stuttgart, als gebundene Buchausgabe erschien.
Thema des Romans ist die Armut der Moselwinzer in einigen Dörfern an der Mittelmosel in den 1920er Jahren, die in sozialen Protesten und der Stürmung des Finanzamtes Bernkastel gipfelt.

## Handlung
In ihrem Roman schildert Clara Viebig die Armut der Moselwinzer in der Zeit nach dem Ersten Weltkrieg. Die wirtschaftliche Lage der Winzer verschlechtert sich infolge von Inflation und Geldentwertung kontinuierlich; diese Entwicklung wird auch durch die Einführung der Rentenmark nicht aufgehalten. Der Weinhandel mit dem Deutschen Reich ist durch die Besatzung quasi unterbunden, gleichzeitig entsteht in Frankreich kein neuer Markt für die lokalen Moselweine. Zudem überschwemmen billige Importweine aus dem Ausland den Markt, und die Winzer sind durch hohe Steuer- oder Kreditschulden belastet. Bereits in den vorangegangenen Jahren haben Missernten und Absatzschwierigkeiten es notwendig gemacht, sich zu verschulden. Die Armut wird nach einem Hochwasser, das vieles zerstört und insbesondere manches Weinfuder als unbrauchbar zurücklässt, unerträglich.
Die Winzer sind ratlos und suchen verzweifelt nach Mitteln und Wegen, um von den aufgelaufenen Steuerschulden befreit zu werden. Bei einer Kundgebung vor dem Finanzamt in Bernkastel kommt es zu Ausschreitungen, bei denen die Demolierung einzelner Büros zur Verhaftung einzelner Winzer führt. Letztlich werden die Winzer wieder auf freien Fuß gesetzt, und der Aktion folgt tatsächlich ein Erlass der aufgelaufenen Steuern.
Schauplatz der Handlung sind die beiden Moseldörfer Porten und Munden. Die Schönheit der Landschaft wird im „Mosellied“ gespiegelt, das mehrfach angestimmt wird:

„O Moselland, o selig Land,
Ihr grünen Berge, du Fluß im Tal –“

Trotz einer zunächst idyllischen Darstellung der Mosellandschaft fehlt von Beginn an nicht der Hinweis auf kommendes Unglück:

„‚Der Fluß‘ windet sich durch ein Land, ‚in dem die Walnüsse und Edelkastanien in Hainen wachsen, in dem das feinste Obst reift, in geschützten Gärten die süße Mandel gedeiht, […] auf den Felsen der wilde Goldlack duftet, und Rosen noch zu Allerseelen die Kirchhöfe überblühen. Ein Land, das mit dem Glanz seiner Sonne vergessen macht, daß auch hier, wie einst im Garten des Paradieses, die Schlange versteckt liegt, die in die Ferse sticht.‘“

Insbesondere während des Hochwassers wird die sonst so sanfte Mosel zur „Löwin“, „graugelb, die wütend daherjagt, mit zornigen Pranken um sich greift, an sich reißt, was ihr in den Weg kommt, und es auffrißt.“ Aber auch die täglichen Arbeitsbedingungen im Weinberg, mit giftiger Spritzbrühe in sengender Hitze verdeutlichen die Plage, unter der die Winzer leiden. Solche Bedingungen herrschen insbesondere in der bedeutenden Steillage des Warmenberges:

„Nur ein kurzes Stück brüchiger Felswand kam noch, und dann Luft, lauter Luft, darüber Himmel. Der Platz für die obersten Stöcke war gering […] Einem Gärtchen der Berggeister gleich schien die bepflanzte Klippe, die der selbige Berg wie ein Tellerchen vorstreckt. Senkrecht ging es hinab, aber es waren gute Stöcke hier oben, hierher kam die Sonne zuerst und blieb auch am längsten, …“

Der erzählerische Rahmen wird anhand des Schicksals einzelner Familien aus Porten und Munden gefüllt, wobei deren Wege und das Schicksal der Dorfgemeinschaft in unterschiedlichen Handlungssträngen miteinander verwoben sind. Im Mittelpunkt steht Maria, die junge, schöne Tochter des Winzerehepaares Simon und Anna Bremm. Maria hat einen langjährigen Verehrer, den besonnenen Jungwinzer Kaspar Dreis, für den sie allerdings nur freundschaftliche Gefühle hegt. Dies hängt damit zusammen, dass Maria keine Winzerfrau werden möchte, denn sie kennt die harte Arbeit der Eltern und sieht die traditionsgebundene Haltung ihrer Eltern kritisch. Simon Bremm verzichtet auf Modernisierungen, arbeitet allerdings dadurch antiquiert und unrentabel:

„Er trat dicht neben die Kelter, liebevoll ruhte sein Blick auf ihr. Es gab manch eine, die leichter zu handhaben war – die neumodischen wurden sogar elektrisch betrieben – seine hier ging schwer, es knarrte der eichene Kelterbaum, und man selber ging fast aus den Fugen dabei, aber sie hatte schon Vater und Großvater gedient. Eine gute, eine brave alte Kelter. Fast zärtlich betasteten seine Finger den Kelterbaum.“

Einige Schicksalsschläge und der Verlust seines besten Weinfasses während des Moselhochwassers lassen Simon Bremm verzweifeln. Letztlich flüchtet er sich in den Alkohol und kann seine Funktion als Familienoberhaupt kaum mehr erfüllen. Simon wird immer mehr zur tragischen Figur, der mehrfach von seiner Ehefrau Anna gerettet wird:

„Hastig stieg er in den Keller. Sofort umfing ihn ein starkes Duften, schwer schlug es ihm förmlich entgegen. Und ein Rumoren war in der Finsternis, ein Gurgeln, ein Poltern, ein immerwährend dumpfes Getöse. […] War das der Neue, der sich so gebärdete? Alle Geister des Weines schienen lebendig geworden, lebendig wie die Tiere, die auch in den heiligen Nächten sprechen. Bremm hörte es plötzlich läuten: wer zog da so fern an der Glocke? Sturm? Feuer? Mitternacht? Jesus, was fiel ihm denn ein?! Der Halbbetäubte schüttelte sich: […] Er torkelte wie ein betrunkener, schwankte, griff, einen Halt suchend, um sich und fiel, beide Arme lang ausgestreckt über sein Fuderfass. –“

Maria verlässt zunächst das familiäre Umfeld und sucht im nahe gelegenen Kreisstädtchen ihr Glück als Dienstmädchen. Der weltgewandte ehemalige Rheinschiffer Jean-Claude Dousemont nimmt sie in ihren Haushalt auf. Neben der schönen Mosellandschaft genießt er sein Rentnerdasein in vollen Zügen, auch das schöne Mädchen nimmt er gerne freundlich auf. Im Städtchen findet Maria schnell Kontakt. Bei der Anprobe eines Kleides freundet sie sich mit Nettchen Schmitz an, einer selbstständigen Näherin, die wegen ihres Aussehens – sie hat ein Bückelchen – recht einsam ist.
Mit Kaspar Dreis trifft sich Maria weiterhin, aber letztlich kann sie sich dem Charme Heinrichs, des Sohnes des Hauses Dousemont, nicht entziehen, und sie wird schwanger. Aus Scham über ihre Lage kündigt sie ihre Stelle. Maria kehrt ins Elternhaus zurück und bricht zunächst den Kontakt mit Kaspar Dreis ab. Sie erwägt Gedanken, wie sie des ungeborenen Kindes ledig werden könnte, findet sich aber letztlich doch in ihre kommende Rolle als werdende Mutter hinein. Dem geschwächten Vater hilft Maria bei der Arbeit im Weinberg. Wegen ihrer Unentbehrlichkeit im familiären Betrieb und nicht zuletzt durch die aufbauenden Worte von Nettchen Schmitz, die ebenfalls guter Hoffnung ist und sich vor lauter Glück über ihre Schwangerschaft kaum fassen kann, werden Maria und ihr Kind sowohl in ihrer Familie wie auch von Kaspar Dreis akzeptiert.
Auch Marias Bruder Joseph möchte sein Leben nicht als Winzer fristen. Er hat sich, halb aus Abenteuerlust, halb aus Begeisterung, der separatistischen Bewegung der Rheinischen Republik angeschlossen, die im Jahr 1919 von Hans Adam Dorten ausgerufen worden war. Darüber gerät Joseph mit seinem Vater in Streit. Dieser bleibt, trotz der Versäumnisse des Staates gegenüber den Winzern, fest mit der althergebrachten Reichspolitik verbunden und empfindet Josephs Abwendung als Verrat:

„Gehörte man nicht zum Reich in guten und bösen Tagen? Jetzt in den bösen erst recht. Der ist ein schlechter Mensch, der seinen Herrn im Stich lässt.“

Als die Auseinandersetzung zwischen Simon und Joseph eskaliert, verlässt Joseph für immer das Elternhaus. Die gewaltsame Zerschlagung der Separatistenbünde bewegt ihn, sich von den Franzosen in die Fremdenlegion anwerben zu lassen. In der Nacht seines Abschieds begegnet er zufällig Nettchen Schmitz, und die einsame junge Frau beschließt, dem Wink des Schicksals zu folgen und über ein Beisammensein mit Joseph zu dem ersehnten Kind zu kommen.
Eine Schlüsselszene des Romans ist die Stürmung des Finanzamtes durch die aufgebrachten Winzer. Während sich die einzelnen Abordnungen der Weindörfer zunächst friedlich treffen und die schwarze Winzerfahne mit der Aufschrift „Die Weinbauern müssen trauern“ vorantragen, wird dieser Slogan bald von dem aggressiven „Gebt uns Handgranaten für das Finanzamt!“ abgelöst. Nur wenige behalten einen kühlen Kopf, darunter auch Kaspar Dreis, der von den plötzlichen Ausschreitungen förmlich überrollt wird:

„Und um ihn plötzlich ein Wirrwarr – Arme, Beine, Köpfe. Leiber, alles in Bewegung – gewaltiger Stoß von hinten, alles fliegt voran. Kein Halten mehr. […] Alles war bald durcheinander geworfen und übereinander: Tische, Pulte, Stühle. Fenster, Spiegel und Bilder zertrümmert, die Aktenschränke erbrochen. Akten, Steuerveranlagungen, Hypothekenpfandbriefe, Mahnzettel – alles verfluchtes Papier, auf dem es steht, was man dem Winzer abnehmen will, wie man es macht, um ihn an den Bettelstab zu bringen, mein, an den man ihn schon gebracht hat – Papiere Papiere, vermaledeites Geschmiere, steckt es an, laßt es brennen!“

Der Frühling bringt Hoffnung und lässt die Winzer auf eine Besserung ihrer Situation hoffen, zumal die Verhafteten freigelassen und die Weinsteuer erlassen wird. Maria gibt zudem Kaspar Dreis, der ihr versichert, für sie und das Kind da zu sein, ein Eheversprechen, das sie übers Jahr einlösen will.
Zur Abrundung der Zeichnung des dörflichen, traditions- und glaubensverhafteten und Panoramas fungieren als Neben- und Kontrastfiguren Jakob Bremm, der geizige Onkel der Familie, der sein Vermögen nicht der Familie, sondern der Kirche vererbt, seine Haushaltshilfe, die alte Schommer, die in der Notzeit ebenfalls zu Tode kommt und ihr geistig zurückgebliebener Sohn Pittchen, sowie andere Winzerfamilien aus Porten.

## Quellen

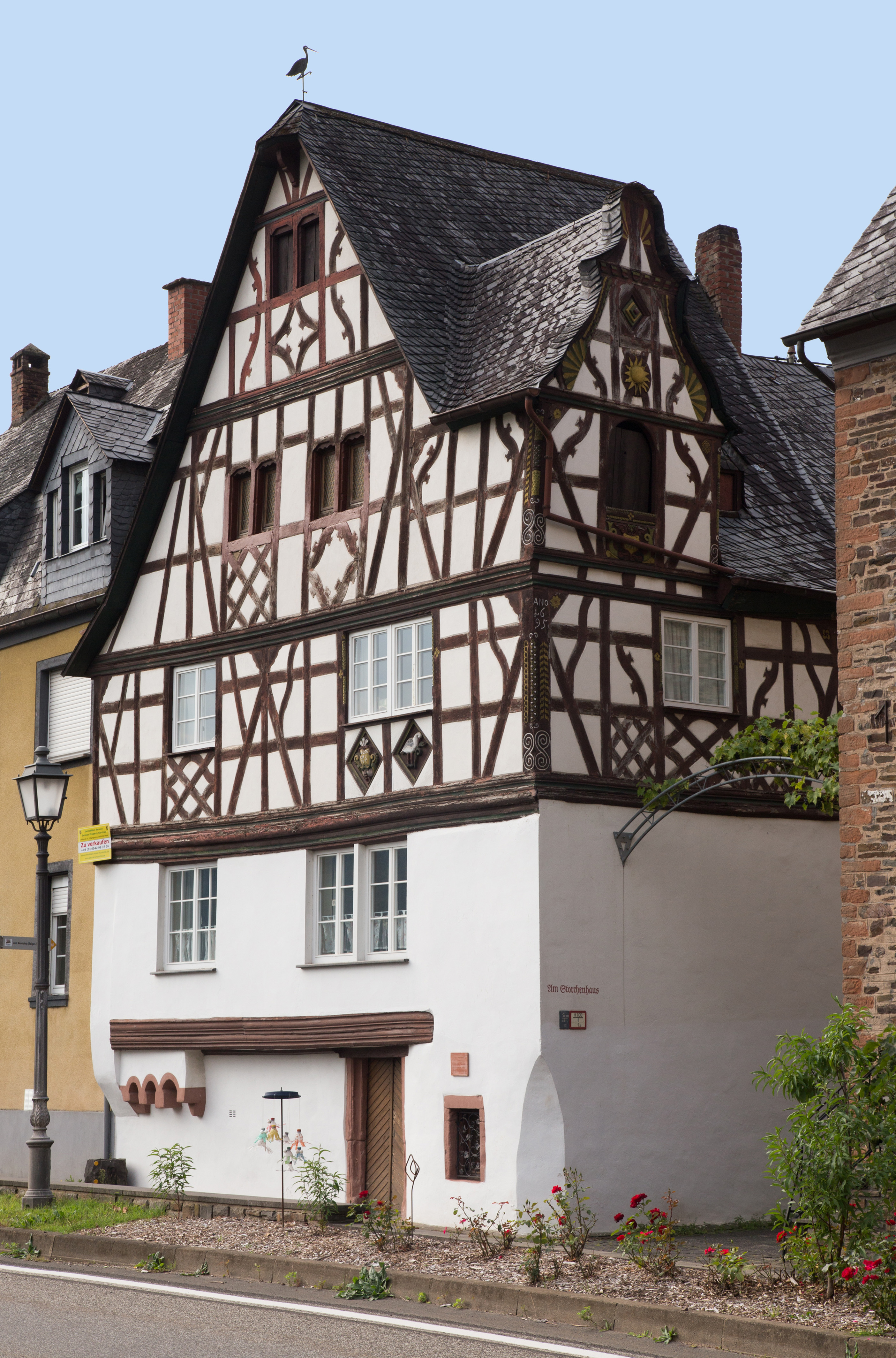
Storchenhaus

## Interpretationsansätze